# Emil Felden
Emil Jakob Felden (7 mai 1874 à Montigny-lès-Metz- 4 décembre 1959 à Brême) est un théologien protestant et militant pacifiste allemand de la première moitié du XXe siècle.

## Biographie
Emil Jakob Felden naît le 7 mai 1874, à Montigny-lès-Metz, ville allemande de l'Alsace-Lorraine. Issu d'une famille protestante, le jeune Emil étudie la théologie à Strasbourg aux côtés d’Albert Schweitzer. Il étudie aussi la philosophie et l'économie. Après son ordination en 1899 à Strasbourg, Emil Felden devient vicaire à Dehlingen et enseigne à Abreschviller, près de Sarrebourg.
De 1904 à 1907, il travaille comme rédacteur au journal Elsässer Tagblatt de Colmar. Au cours de cette période, Felden publie des nouvelles et des romans, et donne de nombreuses conférences. Emil Felden développe l’idée progressiste d’une religion non-dogmatique.
En 1907, Felden est nommé pasteur de l'église Saint-Martin à Brême. En tant que pasteur, il publie un nouveau recueil de cantiques. Felden fait campagne pour les Droits des femmes et pour la Séparation de l'Église et de l'État. Après la Première Guerre mondiale, Emil Felden condamne fermement l'antisémitisme. En 1919, il devient membre du SPD, qui le conduit au Reichstag en 1923 et 1924. Felden se retire ensuite du monde politique.
Le 30 juin 1933, Emil Felden est démis de ses fonctions par les nazis. Il fuit le régime, en Alsace et en Lorraine. En 1946, il est réhabilité par la commission de l’Église évangélique de Brême. Ce n'est qu'en 1953, qu'Emil Felden retourna à Brême, où il s'éteindra le 4 décembre 1959.

## Son œuvre
- Der Spiritismus; Oldenburg & Co., Leipzig 1910
- Alles oder nichts, Kanzelreden über Henrik Ibsens Schauspiele; Verlag Die Tat, Leipzig 1911
- Die Trennung von Staat und Kirche; Verlag Eugen Diederichs, Jena 1911
- Im Strome von Zeit und Ewigkeit, Ein Buch der Andacht für freie Menschen; Oldenburgverlag, Berlin
- Sieghafte Menschen, roman en 2 tomes.
- Königskinder: Briefe aus schwerer Trennungszeit einer Ehe; Oldenburgverlag, Leipzig 1914
- Menschen von Morgen, Ein Roman aus zukünftigen Tagen; Oldenburgverlag, Berlin
- Die Sünde wider das Volk, 1921
- Der Mann mit dem harten Herzen und andere Märchen und Geschichten für Groß und Klein; Oldenburgverlag, Berlin 1922
- Eines Menschen Weg, Biografie zu Friedrich Ebert, Friesen-Verlag, Bremen 1927

## Sources
- Georg Huntemann: Felden, Emil Jakob. In: Historische Gesellschaft Bremen, Staatsarchiv Bremen (dir.): Bremische Biographie 1912–1962. Hauschild, Bremen, 1969 ( p. 144-147 ).
- Biografische Angaben in: Bremer Pfarrerbuch Vol. 2; Hauschild Verlag, Bremen 1996.
- Monika Porsch: Bremer Straßenlexikon, vol. 7, Habenhausen, Arsten; Verlag Schmetterling, Bremen, 1999.
- Horst Kalthoff: Felden, Emil. In: Biographisch-Bibliographisches Kirchenlexikon (BBKL). Band 22, Nordhausen, 2003, ( p. 316–319 ).
- Herbert Schwarzwälder: Das Große Bremen-Lexikon; Édition Temmen, Bremen, 2003.
- Bruno Jahn (dir): Die deutschsprachige Presse. Ein biographisch-bibliographisches Handbuch, K. G. Saur Verlag, Munich, 2005 ( p. 271 ).